# يوسف أباد (زهرا السفلى)
یوسف أباد (بالفارسية: یوسف‌آباد) هي قرية تقع في إيران في Zahray-ye Pain Rural District. يقدر عدد سكانها بـ 45 نسمة .